# Eulaliopsis
Eulaliopsis Honda é um género botânico pertencente à família Poaceae, subfamília Panicoideae, tribo Andropogoneae.
Suas espécies ocorrem nas regiões temperadas e tropicais da Ásia.

## Espécies
- Eulaliopsis angustifolia (Trin.) Honda
- Eulaliopsis binata (Retz.) C.E. Hubb.
- Eulaliopsis duthiei Sur
- Eulaliopsis sykesii Bor